# Fontaliza
Fontaliza – український гурт з Горлівки (Україна, Донецька область). Створений 2008 року, з 2014 грає інді-рок в Києві. Команда відома потужними лайвами, виступом у 2014 на НСК Олімпійському в ролі підтримки гурту Океан Ельзи, виступами на фестивалях Atlas Weekend, Файне Місто, Республіка, Схід Рок.
В дискографії гурту чотири альбоми:
1) Fontaliza (2012) — записаний в місті Горлівка на студії Beast Records .
2) Under the Floor (2014) — записаний недалеко від міста Ізюм, в лісі, де розташована студія Spivaki Records.
3) Born In Coal Dust (2017) — записаний в місті Слов'янськ. Студія Megamost (зараз Korneev Production).
4) Фірмові рухи (2018) — записаний на студії Badminton Records. Київ.
Навесні 2018 Fontaliza оновила склад гурту, до Павла Холошева (лід-вокал, гітара), Артема Таланова (барабани) та Ігната Карташева (бас-гітара) приєднався молодший брат вокаліста — гітарист Юрій (Нестор) Холошев. Відтепер Fontaliza — це квартет, який має другу гітару й бек-вокал. У жовтні 2018 група презентувала четвертий студійний альбом «Фірмові рухи», на дві пісні з якого — «Повільний рок-н-рол» та «Тварина» — було знято й опубліковано відеокліпи, які викликали резонанс в українських ЗМІ.
1 березня 2019 року світ побачив новий кліп «Амазонка» — іронічно гротескна історія стосунків вокаліста Павла Холошева із силіконовою лялькою Габріелою та живою дівчиною

## Соціальні мережі
- Facebook
- Instagram
- SoundCloud [Архівовано 16 березня 2021 у Wayback Machine.]
- YouTube
- VK [Архівовано 19 вересня 2019 у Wayback Machine.]